# О’Коннор-стрит

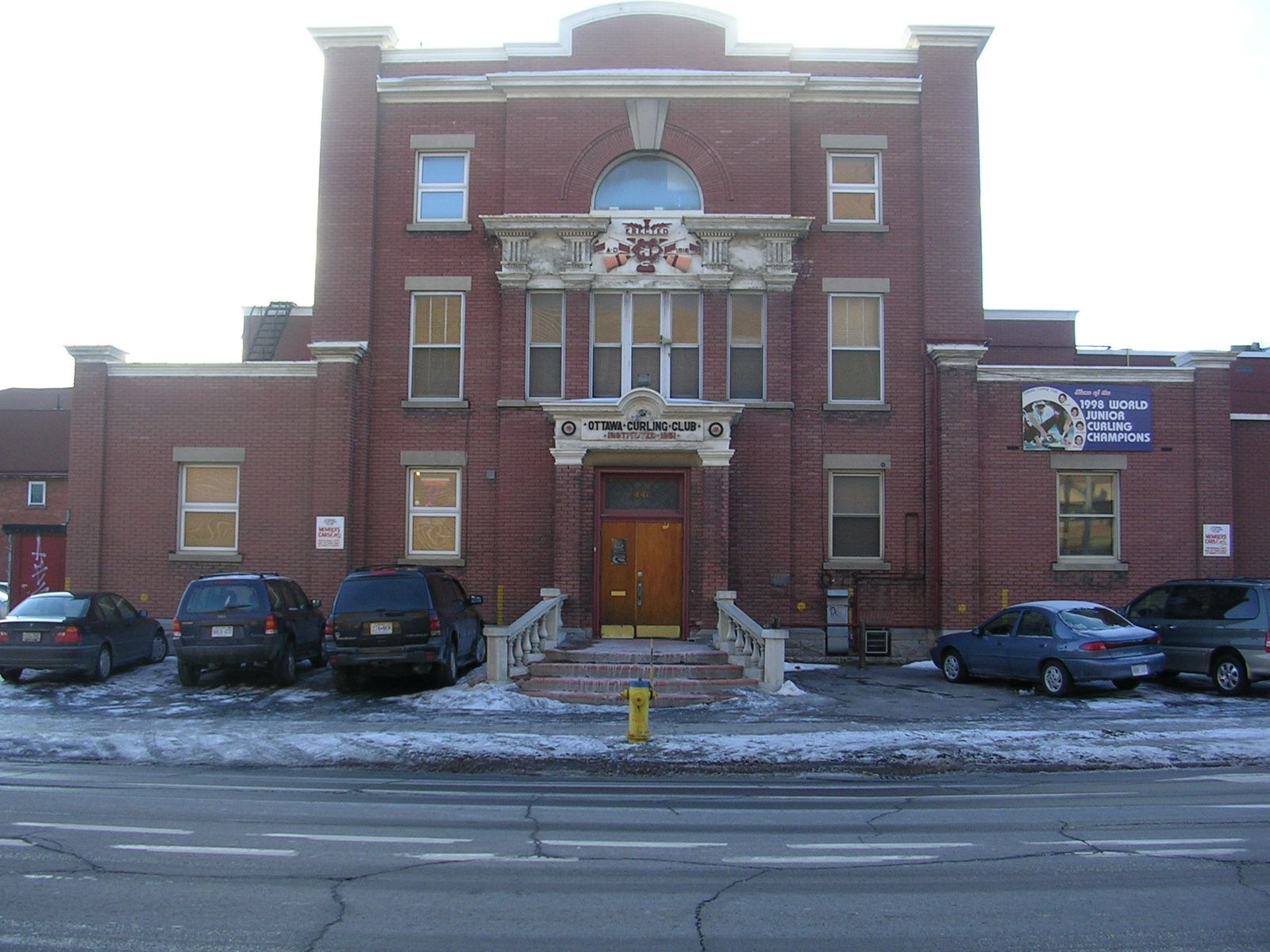
Оттавский клуб кёрлинга.

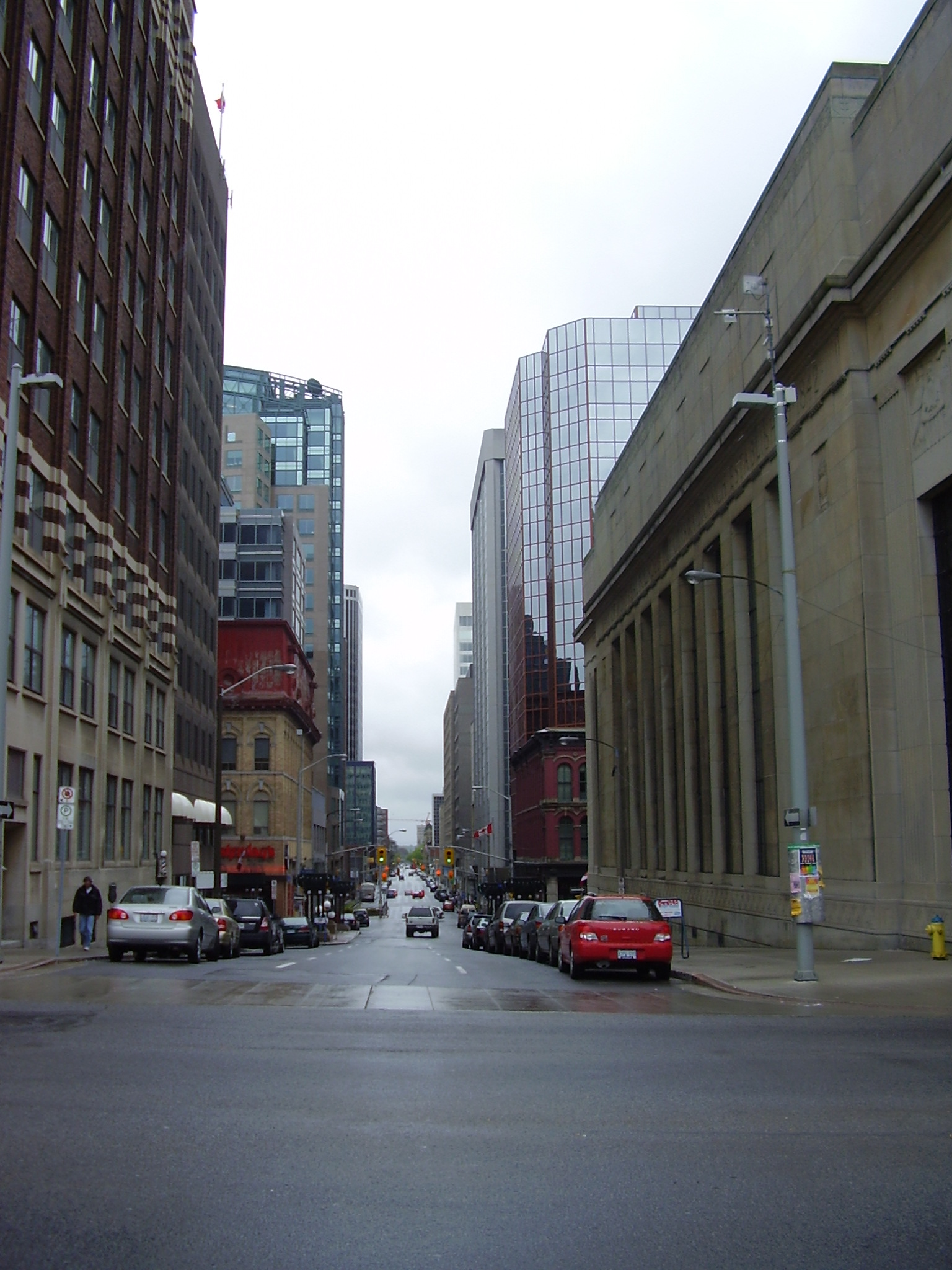
Перекрёсток О’Коннор и Веллингтон.

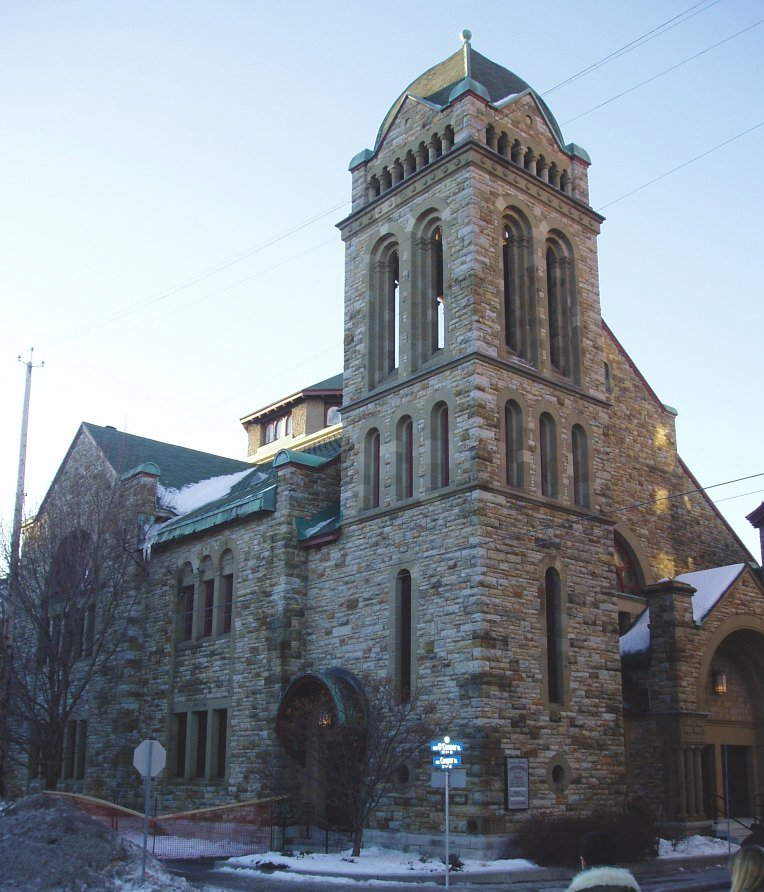
Церковь Доминион-Челмерс

ОКоннор-стрит, англ. O'Connor Street - улица в центральной части г. Оттава, Канада. Идёт с севера на юг с односторонним автомобильным движением, параллельно Бэнк-стрит на западе и Меткалф-стрит на востоке.
Начинается у Парламентского холма от Веллингтон-стрит и идёт на юг к автомагистрали Квинсуэй, на которую есть въезд с этой улицы в западном направлении. Южнее Квинсуэй улица продолжается в районе Глиб и заканчивается у Холмвуд-авеню.

## Основные перекрёстки
(с севера на юг):
- Веллингтон-стрит
- Спаркс-стрит
- Альберт-стрит
- Слейтер-стрит
- Лорье-авеню
- Сомерсет-стрит
- Гладстон-авеню
- Catherine Street - Кэтрин-стрит
- Highway 417 (Квинсуэй)
- Isabella Street - Изабелла-стрит
- Монкленд-авеню
- Holmwood Avenue - Холмвуд-авеню